# أبو علي البصير
أبو علي الفضل بن جعفر بن الفضل الأنباري النخعي يعرف عمومًا بـأبو علي البصير أو الضرير (؟ - 869) شاعر وكاتب عراقي. نشأ في الكوفة وهو من أصل فارسي. كان ضريرًا. رحل إلى بغداد ثم إلى سامراء سنة 221 هـ. ومدح عددًا من الخلفاء والأعيان، وخالط الأدباء. كان كاتبًا رساليًا وشاعرًا جيد الشعر، وصف بأنه «ليس له في زمانه ثان». ما بقى من شعره جمعه يونس أحمد السامرائي في ديوان ونشره في 1999. 

## سيرته
هو أبو علي الفضل بن جعفر بن الفضل بن يونس، أصل أسرته من الأنبار، انتقلت إلى الكوفة فنزلت في حي النّخع، وهي أسرة فارسية الأصل. وكان هو ضريرًا. ولقّب البصير على العادة في التفاؤل أو لذكائه وفطنته. «وكان شيعي الهوى على مذهب أهل بلدته الكوفة، وأكبر الظن أنه كان إماميّا يؤمن بالتقيّة، ولذلك لم ير بأسا في أن يترك الكوفة إلى بغداد وسامرّاء. ونزل الأخيرة في خلافة المعتصم ومدحه ومدح جماعة من قواده، ولزم المتوكل والفتح بن خاقان يمدحهما وينال جوائزهما، ولحق زمن المعتز وهنأه بالخلافة كما مر بنا في غير هذا الموضع. ولم يكن شاعرا فحسب، بل كان أيضا صاحب رسائل نثرية بارعة». وقال عنه المسعودي «كان من أطبع الناس في زمانه لا يزال يأتي بالبيت النادر والمثل السائر الذي لا يأتي به غيره.» ذكر المرزباني أنه كان «أديبا ظريفا بليغا مترسلا، وكان يتشيع تشيعا، فيه بعض الغلو، وله في ذلك أشعار، وكان أعمى، وإنما لقب بالبصير لأنه كان يجتمع مع إخوانه على النبيذ، فيقوم من صدر المجلس يريد البول فيتخطى الزجاج وكل ما في المجلس من آلة ويعود إلى مكانه ولم يؤخذ بيده.»

توفي أبو علي البصير سنة 869م/ 258 هـ أو يقال في 255 هـ في سامراء.